# L'Étrat
L'Étrat é uma comuna francesa na região administrativa de Auvérnia-Ródano-Alpes, no departamento de Loire. Estende-se por uma área de 8,48 km². Em 2010 a comuna tinha 2 685 habitantes (densidade: 316,6 hab./km²).